# Tony Moulai
Tony Moulai, né le 17 janvier 1976 à Saint-Nazaire, est un triathlète français. Il est notamment sacré vice-champion d'Europe en 2008 et participe à des compétitions internationales de 2003 à 2013.

## Biographie

### Jeunesse
Né en 1976 à Saint-Nazaire, le jeune Tony Moulai pratique le football de 1983 à 1990, puis le tennis en 1991, avant de trouver sa voie dans le triathlon qu'il pratique avec le club de la ville de 1993 à 1997 ; il continue ensuite de 1998 à 2002 dans le club de Sablé-sur-Sarthe. Il rejoint ensuite Poissy en 2003, qui devient par la suite son club principal. En parallèle, il est enseignant en EPS de 1999 à 2002 à Aubervilliers et de 2002 à 2007 à Romans-sur-Isère, sa ville de résidence depuis.

### Carrière
En 2003, Moulai participe à ses premières compétitions internationales ; il décroche son premier podium à Genève l'année suivante. Mais son année 2004 est avortée en raison d'une blessure. Malgré des performances moins bonnes qu'avant, Tony Moulai revient au premier plan avec son titre de vice-champion d'Europe en 2008, derrière son compatriote Frédéric Belaubre, les deux marquant des points très importants en vue d'une sélection pour les Jeux. En effet, cette performance permet au licencié du club de Poissy de participer aux Jeux de Pékin de 2008. Mais il est forcé à l'abandon, à cause d'une inflammation du foie.
Un mois plus tard, il termine deuxième du triathlon de Lorient pour la Coupe du monde. Huitième des championnats d'Europe en 2009, il termine sixième du triathlon de Sydney, comptant pour les Championnats du monde de triathlon 2010, et ambitionne en 2011 de terminer sa carrière sur les Jeux de 2012 de Londres. Toutefois, il n'est pas sélectionné et reste dans la compétition, terminant septième du triathlon de Yokohama (Championnats du monde 2012) et est sacré vice-champion du monde en relais mixte 2012, aux côtés de Jessica Harrison, Vincent Luis et Carole Péon. Fin 2013, Tony Moulai remporte sa première victoire en Coupe du monde à Tongyeong, et annonce dans la foulée sa retraite internationale, déclarant toutefois qu'il continuera à participer à des courses régionales.
Il effectue un bref retour lors du premier Xterra de Tahiti en 2015, et termine troisième de la course derrière Brice Daubord et Oliver Shaw.

### Reconversion
En 2016, il commente les épreuves de triathlon des Jeux Olympiques de Rio sur France Télévisions avec Nicolas Geay.

## Palmarès
Le tableau présente les résultats les plus significatifs (podium) obtenus sur le circuit national et international de triathlon depuis 2004,.
| Année | Compétition                                  | Pays                | Position      | Temps           |
| ----- | -------------------------------------------- | ------------------- | ------------- | --------------- |
| 2015  | Xterra - Tahiti                              | Polynésie française |               | 2 h 54 min 31 s |
| 2013  | Coupe du monde - l'étape de Tongyeong        | Corée du Sud        |               | 1 h 51 min 23 s |
| 2013  | Triathlon Coupe d'Asie - Lantau              | Hong Kong           |               | 1 h 59 min 19 s |
| 2012  | Championnat du monde en relais mixte         | Suède               |               | 1 h 26 min 58 s |
| 2012  | Championnat de France                        | France              |               | Timing          |
| 2011  | Coupe du monde - l'étape de Guatapé          | Colombie            |               | 0 h 57 min 26 s |
| 2011  | Triathlon Coupe d'Afrique - Agadir           | Maroc               |               | 1 h 55 min 30 s |
| 2009  | Championnat de France                        | France              |               | Timing          |
| 2009  | Triathlon Coupe d'Asie - Hong Kong           | Hong Kong           |               | 1 h 50 min 15 s |
| 2008  | Grand Prix de triathlon - Étape de Dunkerque | France              | Médaille d'or | Timing          |
| 2008  | Coupe du monde - l'étape de Lorient          | France              |               | 1 h 51 min 1 s  |
| 2008  | Championnat d'Europe                         | Portugal            |               | 1 h 53 min 23 s |
| 2006  | Coupe du monde - l'étape de New Plymouth     | Nouvelle-Zélande    |               | 1 h 52 min 4 s  |
| 2004  | Coupe d'Europe - l'étape de Genève           | Suisse              |               | 2 h 1 min 22 s  |